# Зеленяр широкобровий
Зеленя́р широкобровий (Kleinothraupis auricularis) — вид горобцеподібних птахів родини саякових (Thraupidae). Ендемік Перу. Раніше вважався конспецифічним з білобровим зеленярем.

## Поширення і екологія
Широкоброві зеленярі мешкають на східних схилах Анд, від Амазонаса на півночі до Куско на півдні. Вони живуть в підліску та на узліссях вологих гірських тропічних лісів.Зустрічаються на висоті від 2300 до 3350 м над рівнем моря.